# Rolf Jacobsen
Rolf Jacobsen (Kristiania, 8 de marzo de 1907-Hamar, 20 de febrero de 1994) fue un poeta y periodista noruego. En su obra trata el equilibrio entre tecnología y ecologismo.

## Biografía
Rolf Jacobsen nació en Oslo (entonces Kristiania), su madre era enfermera y su padre médico y dentista. A los seis años se mudó a Åsnes y más tarde estudiaría filosofía y teología en la Universidad de Oslo, aunque no se graduó y en 1927 sirvió seis semanas en el ejército, y de 1937 a 1939 fue miembro activo del Partido Laborista Noruego en Hedmark.

Firma de Rolf Jacobsen

Tras la Segunda Guerra Mundial, fue condenado por traición a tres años y medio de trabajos forzados. En 1940 se casó con Petra Tendø; tuvieron dos hijos.

## Obra
- Jord og jern (1933)
- Vrimmel (1935)
- Fjerntog (1951)
- Hemmelig liv (1954)
- Sommeren i gresset (1956)
- Brev til lyset (1960)
- Stillheten efterpå (1965)
- Headlines (1969)
- Pass for dørene - dørene lukkes (1972)
- Pusteøvelse (1975)
- Den ensomme veranda (1977)
- Tenk på noe annet (1979)
- Liv laga (1982)
- Nattåpent (1985)
- Alle mine dikt (1990)

## Literatura
- Inger Bentzon, Hanne Lillebo: Ord må en omvei. En biografi om Rolf Jacobsen. Aschehoug, Oslo 1998, ISBN 82-03-18059-0
- Horst Bien: Nordeuropäische Literaturen. VEB Bibliographisches Institut Leipzig, 1980; Seite 182
- Ole Karlsen (Hrsg.): Frøkorn av ild. Om Rolf Jacobsens forfatterskap. Cappelen, Oslo 1993, ISBN 978-82-02-13865-3
- Hanne Lillebo: Rolf Jacobsen. In: Norsk biografisk leksikon, 2010
- Philip Houm: Rolf Jacobsen. In: Nordische Literaturgeschichte. Band II. Fink, München 1984, ISBN 3-7705-2105-6
- Thomas Seiler: Modernismus. In: Jürg Glauser (Hrsg.): Skandinavische Literaturgeschichte. Metzler, Stuttgart und Weimar 2006, ISBN 978-3-476-01973-8
- Jacobsen, Rolf. In: Gero von Wilpert (Hrsg.): Lexikon der Weltliteratur A-K. Deutscher Taschenbuch Verlag, München 1997, ISBN 3-423-59050-5